# Brusianskij
Brusianskij (ros. Брусянский) – osiedle w Rosji, w obwodzie tulskim, w rejonie uzłowskim. W 2010 liczyło 3498 mieszkańców.